# Giavellotto
Il giavellotto è un tipo di lancia usato come arma da lancio. Formato da un'asta munita di una punta di metallo, è impiegato sin dai tempi più antichi nella caccia ed in combattimento. Se ne ricordano alcuni tipi nell'antica Roma: il verutum ed il pilum adottati dall'esercito legionario.
Nell'antichità si ha traccia dell'uso del giavellotto anche in competizioni di abilità. Per esempio, nell'antica Grecia veniva praticata una gara di tiro al bersaglio con esso.
Nell'atletica moderna si disputa la prova di lancio del giavellotto, specialità olimpica. Non si tratta però di una gara di precisione, ma di forza: vince chi scaglia l'attrezzo più lontano.

## Uso
Una caratteristica dell'arma è quella di avere una pesante punta in metallo in grado di perforare, dopo il lancio, scudi e armature. Era una delle armi principali della fanteria romana, ed ebbe discreta diffusione tra le fanterie italiane tra la seconda metà del XIV e il XV secolo.